# Roberto Blanco (actor)
 Roberto Blanco  ( Argentina, 1903 - 1965) fue un actor de cine y teatro. Inició su relación con la actuación en el teatro y a mediados de la década de 1930 comenzó a trabajar en cine. Participó en muchas películas, algunas de ellas convocado por Manuel Romero como por ejemplo Los muchachos de antes no usaban gomina (1937) en el que tuvo el papel del guapo Rivera. En general sus papeles se referían a villanos de clase alta, aunque también se lo recuerda como pulpero en El último perro (1956). Una de sus interpretaciones más logradas fue en La potranca (1960) dirigido por Román Viñoly Barreto.

## Filmografía
Actor
- Pimienta   (1966)
- Bicho raro   (1965)
- La mujer del zapatero   (1965)
- Cuando calienta el sol   (1963)
- Alias Flequillo   (1963) …Corbata
- Canuto Cañete, conscripto del 7   (1962)
- Dr. Pérez… señoras   (1962)
- Quinto año nacional   (1961)
- La potranca   (1960)
- La bestia humana   (1957) …Ferroviario 1
- El hombre virgen   (1956)
- El último perro   (1956)
- El sonámbulo que quería dormir   (1956)
- Dringue, Castriro y la lámpara de Aladino   (1954)
- Sucedió en Buenos Aires   (1954)…Taxista 1
- Como yo no hay dos   (1952)
- Mi noche triste   (1952)
- El heroico Bonifacio   (1951)
- Escándalo nocturno   (1951)
- Valentina   (1950)
- Piantadino   (1950)
- El ladrón canta boleros   (1950)
- El seductor   (1950) …Enrique
- Avivato   (1949)
- Diez segundos   (1949)…Robles
- El tango vuelve a París   (1948)
- Rodríguez supernumerario   (1948)
- Así te quiero   (1942)
- Yo quiero ser bataclana   (1941)
- Isabelita   (1940)…Raúl
- Los muchachos se divierten   (1940)
- El hijo del barrio   (1940)
- Muchachas que estudian   (1939)
- ...Y los sueños pasan   (1939)
- De la sierra al valle   (1938)
- La que no perdonó   (1938) …Antolín
- La muchacha del circo   (1937)
- El pobre Pérez   (1937)
- ¡Segundos afuera! (película)   (1937)
- El cañonero de Giles   (1937)
- Fuera de la ley   (1937) …El Ñato
- Nace un amor   (1937)
- Los muchachos de antes no usaban gomina   (1937)…Ernesto Rivera
- Don Quijote del Altillo   (1936)
- Radio Bar   (1936)
- Las Luces de Buenos Aires (1931)... No Acreditado